# Sypniewo (gmina w województwie pilskim)
Sypniewo (od 1977 gmina Jastrowie) – dawna gmina wiejska istniejąca w latach 1946–54  i 1973–76 w woj. szczecińskim, koszalińskim i pilskim (dzisiejsze woj. wielkopolskie). Siedzibą władz gminy było Sypniewo.
Gmina Sypniewo powstała po II wojnie światowej na terenie Ziem Odzyskanych (ówczesny III okręg administracyjny – Pomorze Zachodnie). 28 czerwca 1946 gmina – jako jednostka administracyjna powiatu wałeckiego – weszła w skład nowo utworzonego woj. szczecińskiego. 6 lipca 1950 gmina wraz z całym powiatem wałeckim weszła w skład nowo utworzonego woj. koszalińskiego.
Według stanu z 1 lipca 1952 gmina składała się z 7 gromad: Broczyno, Machliny, Nadarzyce, Starowice, Sypniewko, Sypniewo i Trzciniec. Gmina została zniesiona 29 września 1954 wraz z reformą wprowadzającą gromady w miejsce gmin.
Jednostkę reaktywowano 1 stycznia 1973 w tymże powiecie i województwie. 1 czerwca 1975 gmina weszła w skład nowo utworzonego woj. pilskiego. 1 stycznia 1977 siedzibę gminnych organów władzy i administracji państwowej przeniesiono z Sypniewa do Jastrowia, a nazwę gminy zmieniono na Jastrowie.